# Longueval-Barbonval
Longueval-Barbonval korábbi község Franciaországban, Aisne megyében. Lakosainak száma 492 fő (2018. január 1.). Longueval-Barbonval Dhuizel, Villers-en-Prayères és Viel-Arcy községekkel határos.
2016. január 1-jén hat másik korábbi községgel egyesült és az így létrejött Les Septvallons új község része lett.

## Népesség
A település népességének változása:
| Lakosok száma | 287  | 318  | 343  | 358  | 452  | 474  | 499  | 490  | 488  | 492  |
|               | 1962 | 1968 | 1982 | 1990 | 2006 | 2008 | 2013 | 2015 | 2017 | 2018 |